# 阿扎曼蒂奥斯·安兹鲁佐普洛斯
阿扎曼蒂奥斯·安兹鲁佐普洛斯（羅馬化：Adamántios Androutsópoulos；1919年–2000年），希腊政治人物，1973年至1974年担任希腊总理。

## 生平
阿扎曼蒂奥斯·安兹鲁佐普洛斯生于希腊麦西尼亚州，早年在雅典大学学习。1967年至1971年，担任希腊财政部长。
| 前任： 斯皮罗斯·马克齐尼斯 | 希腊总理 1973–1974 | 繼任： 康斯坦蒂诺斯·卡拉曼利斯 |